# Seznam malteških politikov
Seznam malteških politikov.

## A
- George Abela
- Robert Abela
- Eddie (Eddie) Fenech Adami

## B
- Agatha Barbara
- Augusto Bartolo
- Paul Boffa
- Carmelo Mifsud Bonnici
- Karmenu Mifsud Bonnici
- Ugo Mifsud Bonnici
- Ian Borg
- Tonio Borg
- Giorgio Borg Olivier
- Francesco Buhagiar
- Simon Busuttil
- Anton Buttigieg

## C
- David Campbell
- David Casa
- Marie-Louise Coleiro Preca
- Walter Norris Congreve
- John Joseph Cremona (1918-2020)

## D
- Helena Dalli
- Alexiei Dingli
- Sir Maurice Henry Dorman
- Michael Dundon

## F
- Eddie (Eddie) Fenech Adami

## G
- Lawrence Gonzi
- Bernard Grech
- Louis Grech

## H
- Joseph Howard
- Albert Victor Hyzler

## M
- Sir Anthony Mamo
- Guido de Marco
- Roberta Metsola
- Ugo Pasquale Mifsud Bonniċi
- Dom (Dominic) Mintoff (1916-2012)
- Enrico Mizzi
- John Attard Montalto
- Joseph Muscat

## O
- Giorgio (Georg) Borg Olivier

## S
- Alfred Sant
- Edward Scicluna
- Myriam Spiteri Debono
- Gerald Strickland

## T
- Ċensu (Vincent) Tabone

## V
- George Vella (George William Vella)
- Karmenu Vella

## X
- Paul "Pawlu" Xuereb